# Dieudonné Jullien
Dieudonné Jullien (Hamipré, 30 augustus 1805 - Luik, 17 april 1878) was een Belgisch volksvertegenwoordiger.

## Levensloop
Dieudonné was een zoon van de landbouwer en burgemeester van Hamipré, Gilles Jullien, en van Marie-Jeanne Pieret. Hij trouwde met Henriette Jacob.
Hij promoveerde tot doctor in de rechten (1825) aan de Universiteit van Luik en vestigde zich als advocaat in Neufchâteau (1825-1835).
Hij werd achtereenvolgens:
- arrondissementscommissaris van Neufchâteau,
- pleitbezorger,
- procureur des Konings in Namen,
- raadsheer bij het hof van beroep in Luik.

Van 1836 tot 1848 was hij provincieraadslid, en was enkele jaren ondervoorzitter en voorzitter van deze raad.
In 1848 werd Jullien verkozen tot liberaal volksvertegenwoordiger voor het arrondissement Neufchâteau, en vervulde dit mandaat tot in 1851.